# Johann Elias Ridinger
Elias Ridinger (Ulm, 16. veljače 1698. – Augsburg, 10. travnja 1767.) bio je njemački slikar i graver. Smatra se jednim od najpoznatijih njemačkih gravera životinja, posebice konja, goniča i scena lova. Neka se njegova djela nalaze u Galeriji starih i novih majstora Gradskog muzeja u Varaždinu. 